# Grb Občine Trbovlje
Grb Občine Trbovlje je predstavljen na ščitu, obrobljenim s črnim trakom, katerega spodnji rob je ovalen, zgornji pa raven. Grb je razdeljen na zgornji in spodnji del. V spodnjem delu ščita je na zeleni podlagi, ki ponazarja zeleno dolino, stiliziran rudarski voziček v črni barvi. Voziček ponazarja  rudarsko tradicijo kraja. V zgornjo polovico ščita, ki je svetlo modre barve in ponazarja nebo nad dolino se nad rudarskim vozičkom dvigujeta simetrično postavljena črna dimnika ter stiliziran kup premoga med njima.  

## Zgodovina
Predhodnik trenutnega grba je bil emblem mesta Trbovlje, ki je bil uradno določen 1. junija 1955. Sprejeti sklep je velel, da se kot emblem uporablja znak ščitaste oblike, ki je zgoraj zaključen s simbolom Triglava in je dvobarven. Na zelenem polju spodaj je upodobljen voziček premoga, iz katerega na rdeče polje sega dvignjena pest med dva tovarniška dimnika.